# Cripta dei Grottini
La cripta dei Grottini sorge lungo la Gravina di Picciano, nei pressi del Santuario di Santa Maria di Picciano.

## Descrizione
La cripta riutilizza, probabilmente, gli spazi di un'antica grotta risalente all'età dei metalli. Presenta un impianto a croce equilatera, i cui bracci si chiudono in calotte ben modellate. L'intersezione dei bracci è sovrastata da una cupola leggermente ogivale.